# Николас Јенсен
Николас Б. Јенсен (дан. Nicholas B. Jensen — Копенхаген, 8. април 1989) професионални је дански хокејаш на леду који игра на позицији нападача. 
Члан је сениорске репрезентације Данске за коју је дебитовао на светском првенству 2015. године.
У дресу екипе Есбјерга освојио је првенство Данске у сезони 2015/16. 